# عبد اللطيف عبد الحميد
عبد اللطيف عبد الحميد (5 يناير 1954 - 15 مايو 2024)، هو مخرج سينمائي سوري.

## حياته ومسيرته
تخرج من المعهد العالي للسينما في موسكو 1981. أثناء دراسته في المعهد أنجز الأفلام التالية: «تصبحون على خير»، و«درس قديم»، و«رأسا على عقب». أخرج ثمانية أفلام سينمائية سورية وهو كاتب سيناريوهاتها جميعا. هي: نسيم الروح، وما يطلبه المستمعون، وليالي ابن آوى، وقمران وزيتونة، وصعود المطر، وأيام الضجر، وخارج التغطية، ورسائل شفهية.
أنجز للمؤسسة العامة للسينما فيلمين تسجيليين هما: «أمنيات» و«أيدينا». في عام 1983 عمل مخرجا مساعدا في فيلم أحلام المدينة لمحمد ملص. وفي عام 1987 مثل الدور الرئيسي في فيلم نجوم النهار لأسامة محمد. وفي عام 1988 أخرج فيلم ليالي ابن آوى.
واختتم  عبداللطيف عبدالحميد مسيرته بفيلم "الطريق".
يعتبر من رواد ما يعرف بـ "سينما المؤلف" في سوريا، وتتحدث أغلب أفلامه عن الريف السوري، وأبطاله من البسطاء.

## جوائز
- جائزة أفضل ممثل لأسعد فضة (1989).[7]
- الزيتونة الذهبية في مهرجان حوض المتوسط بكورسيكا (1989).
- الجائزة الذهبية من مهرجان الفيلم الأول الدولي في أنوناي بفرنسا (1990).
- الجائزة البرونزية في مهرجان بلنسية لدول المتوسط (1992).
- جائزة الجمهور الشاب في مهرجان مونبليه في فرنسا (1992).
- جائزة اتحاد النوادي السينمائية الأوروبية (1992).
- جائزة النقاد لمجلة «الأوبزرفاتور» في مونبليه (1992).
- أفضل ممثـــل وتصوير وموسيقى في مهرجان دمشق السينمائي التاسع (1995).
- أفضل إنجاز سينمائي وجائزة النقاد في مهرجان قرطاج (1995).
- الجائزة الفضية في مهرجان دمشق السينمائي (1999).
- جائزة لجنة التحكيم الخاصة وجائزة الجمهور الشاب في مهرجان جربا بتونس (1999).
- جائزة أفضل ممثل في مهرجان الفيلم العربي بباريس (2000).
- الجائزة الفضية في مهرجان دمشق السينمائي (2001).
- جائزة لجنة التحكيم الخاصة للفيلم السوري مايطلبه المستمعون.
- الجائزة الأولى في ختام مهرجان وهران السينمائي (2008).
- جائزة أفضل فيلم عربي في مهرجان دمشق السينمائي السادس عشر.

## الوفاة
توفي عبد اللطيف عبد الحميد في 15 مايو 2024 عن عمر ناهز السبعين.

## وصلات خارجية
- عبد اللطيف عبد الحميد على موقع أرشيف الشارخ.
- عبد اللطيف عبد الحميد على موقع IMDb (الإنجليزية)
- عبد اللطيف عبد الحميد على موقع قاعدة بيانات الأفلام العربية
- عبد اللطيف عبد الحميد على موقع أول موفي (الإنجليزية)
- عبد اللطيف عبد الحميد على موقع قاعدة بيانات الفيلم (الإنجليزية)
- عبد اللطيف عبد الحميد على موقع كينوبويسك (الروسية)